# Derwati
Derwati is een bestuurslaag in het regentschap Bandung van de provincie West-Java, Indonesië. Derwati telt 16.207 inwoners (volkstelling 2010).